# Núi Rishiri
Núi Rishiri (利尻山, Lợi Cừu sơn, Rishiri-zan) là núi lửa dạng tầng kỷ Đệ tứ nằm ở ngoài khơi bờ biển của Hokkaidō, Nhật Bản trong vùng biển Nhật Bản. Ngọn núi lửa tuyệt chủng nhô ra biển hình thành đảo Rishiri. Do hình dạng hình nón tương tự núi Phú Sĩ nên đôi khi còn được gọi là "Lợi Cừu Phú Sĩ" (Rishiri Fuji). Đây là một trong 100 ngọn núi nổi tiếng tại Nhật Bản.
Lễ hội khai mạc núi Rishiri được tổ chức hàng năm vào ngày 02 tháng 7 và tháng 3. Lễ hội này chính thức mở đầu mùa leo núi.

## Địa chất
Núi Rishiri được tạo thành từ đá núi lửa mafic kiềm và không kiềm niên đại từ Pleistocen muộn, 130,000–18,000 năm về trước. Mặc khác núi bao bọc bởi mảnh vụn đá núi lửa kỷ đệ tứ.

## Tuyến đường leo núi
Đường đi lên Rishiri phù hợp cho người đi bộ mới, nhưng có thể được thử thách tại nhiều nơi. Có một khu cắm trại một phần lên núi từ bến tàu, và một túp lều không người lái tọa lạc khoảng cách ngắn bên dưới đỉnh. Ngoài ra còn có một ngôi đền nhỏ tại đỉnh. Vào những ngày trời quang, tầm nhìn kéo dài đến Hokkaidō, hòn đảo lân cận Rebun, và xa về phía đảo Sakhalin tại Nga.

## Hình ảnh

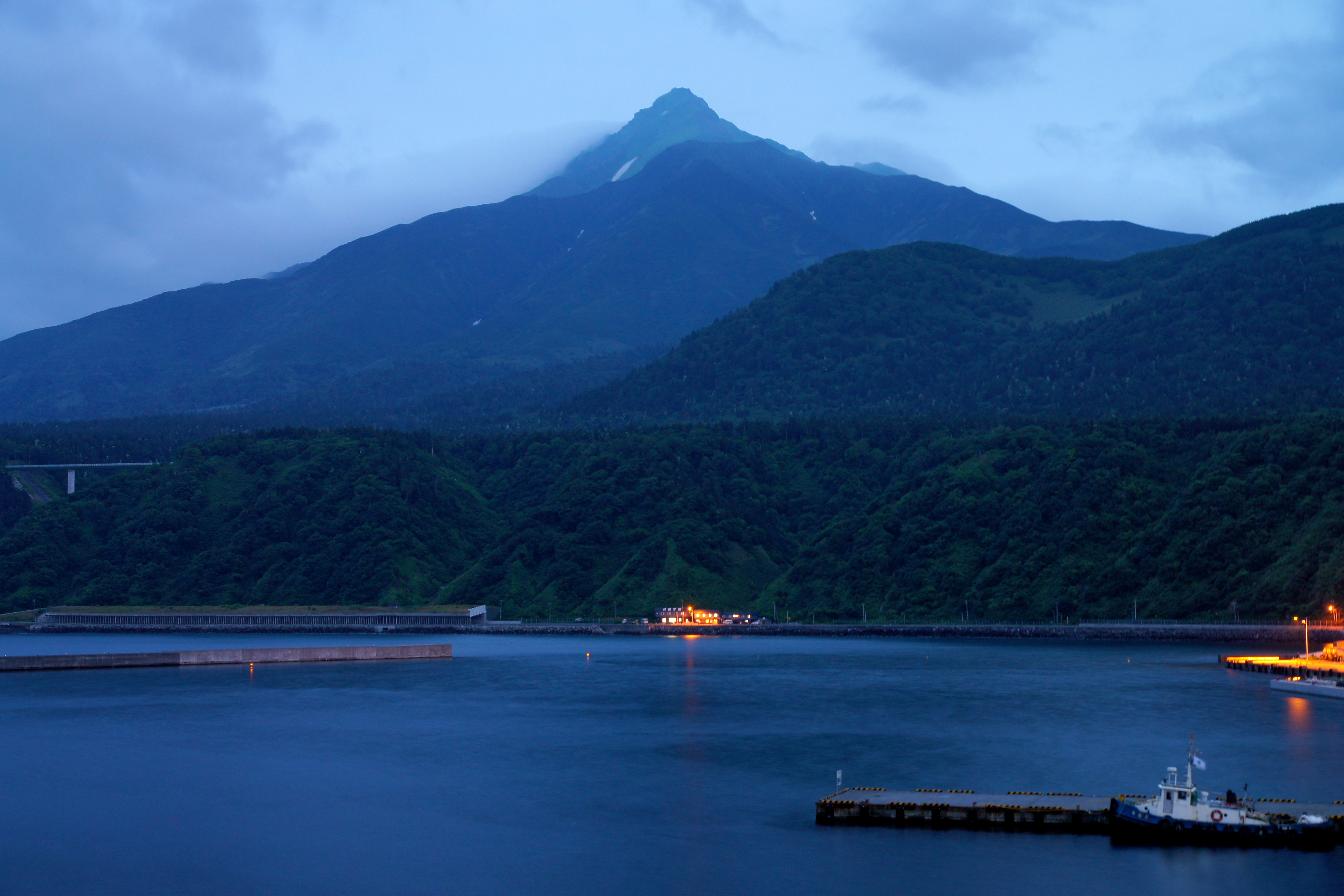
Mount Rishiri view from Oshidomari Port
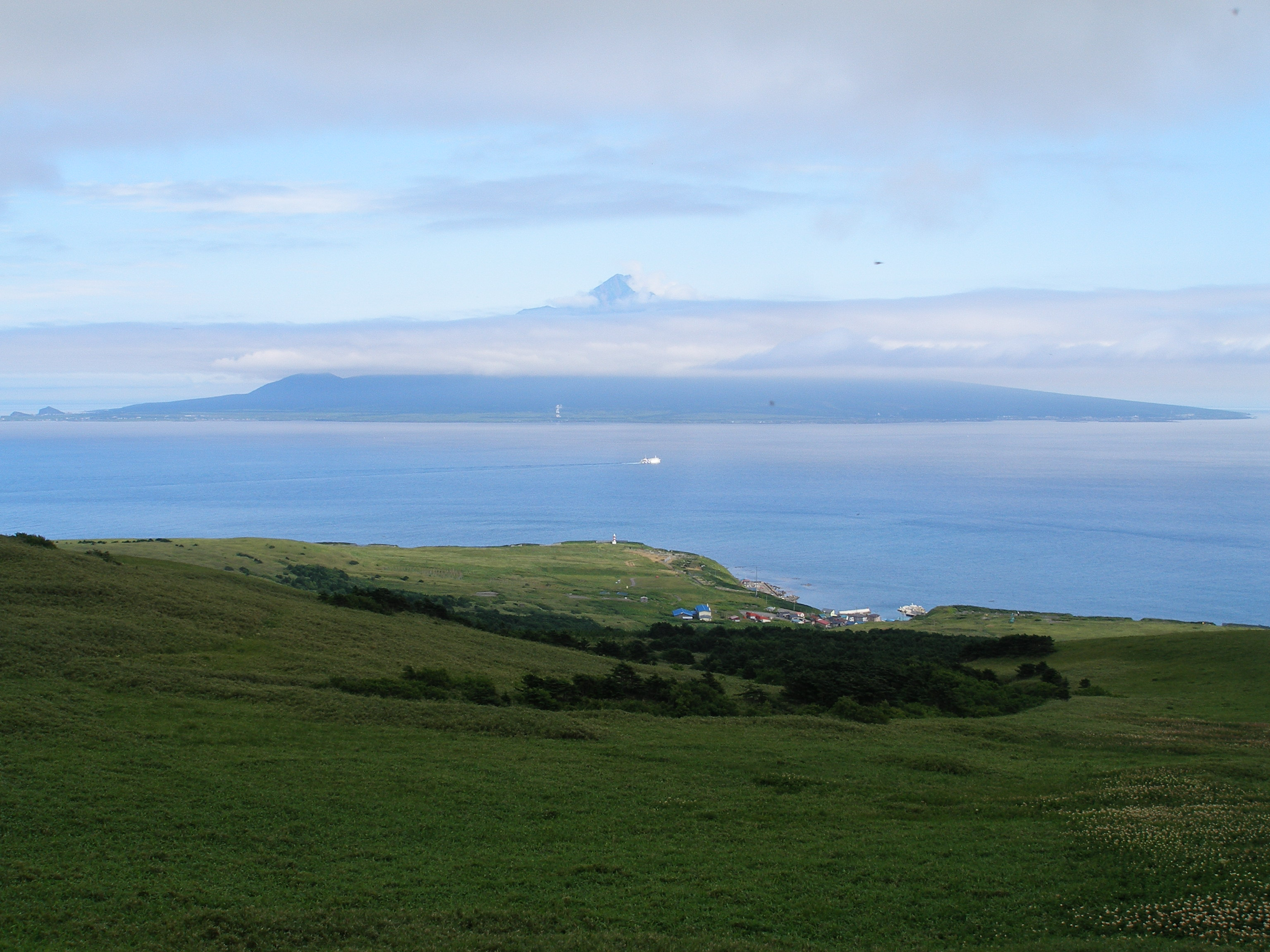
Rishiri Island from Rebun
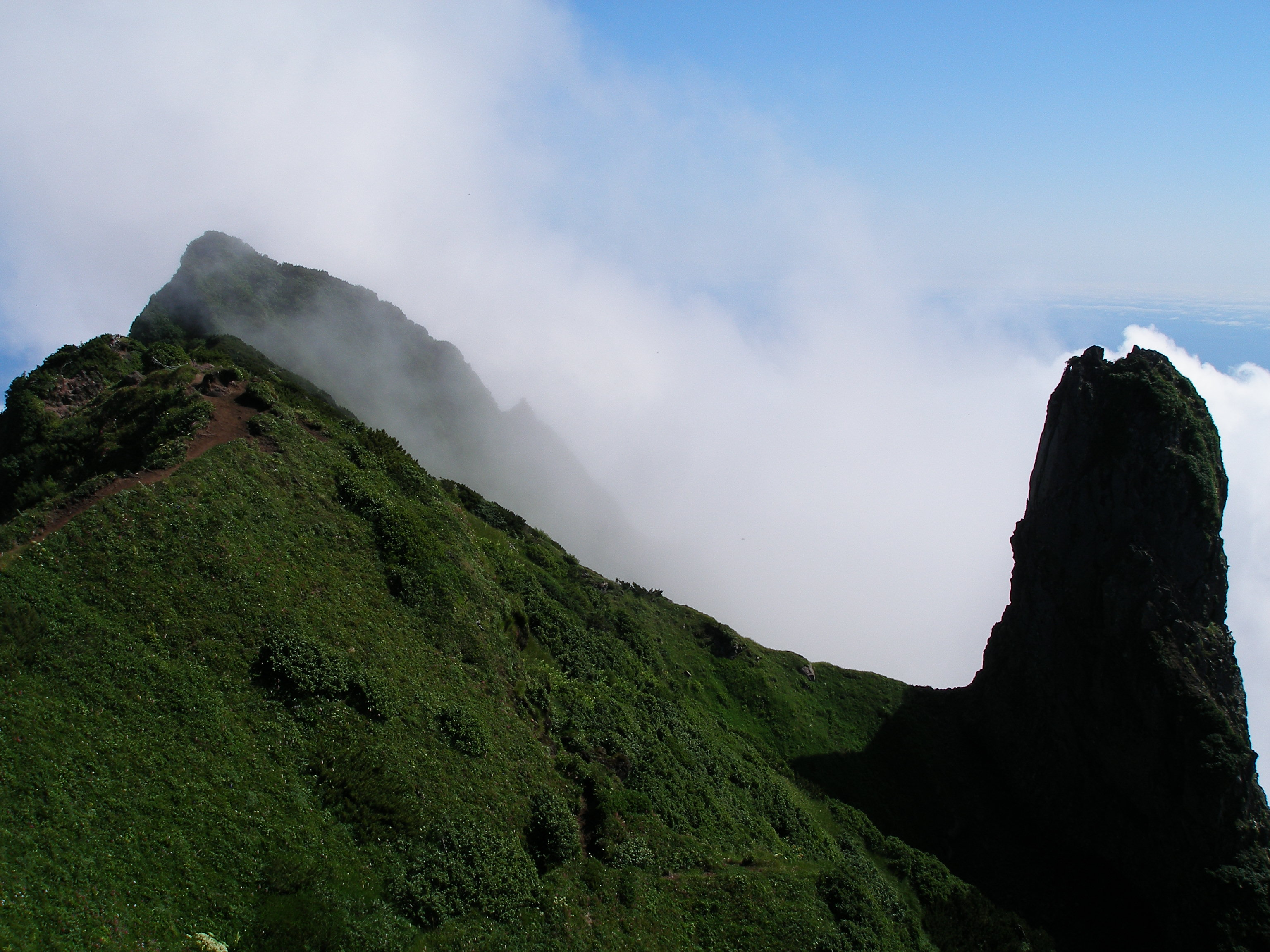
The summit of Mt. Rishiri taken from just below